# Wiktor Wiktorowitsch Denissow
Wiktor Wiktorowitsch Denissow (russisch Виктор Викторович Денисов; * 2. April 1966 in Kalinin) ist ein ehemaliger sowjetischer Kanute aus Russland.

## Karriere
Wiktor Denissow nahm bei den Olympischen Spielen 1988 in Seoul an zwei Wettbewerben teil. Mit Ihor Nahajew startete er im Zweier-Kajak auf der 500-Meter-Strecke und gewann mit ihm den ersten Vorlauf. Im Halbfinale belegten sie in ihrem Lauf den zweiten Rang, womit sie sich für das Finale qualifizierten. In diesem überquerten sie nach 1:34,15 Sekunden hinter den siegreichen Neuseeländern Ian Ferguson und Paul MacDonald, aber vor den Ungarn Attila Ábrahám und Ferenc Csipes als Zweite die Ziellinie und gewannen die Silbermedaille.
Denissow gehörte außerdem zum sowjetischen Aufgebot im Vierer-Kajak, dessen Besetzung neben ihm aus Oleksandr Motusenko, Serhij Kirsanow und Ihor Nahajew bestand. Nach Rang zwei im Vorlauf und einem Sieg im Halbfinale stand die Mannschaft im olympischen Endlauf, den sie auf dem zweiten Platz beendete. In 3:01,40 Minuten setzten sie sich um 0,9 Sekunden gegen die Mannschaft aus der DDR durch, während die siegreichen Ungarn um 1,2 Sekunden schneller waren als die sowjetische Mannschaft.
Bei Weltmeisterschaften sicherte sich Denissow im Vierer-Kajak insgesamt zwölf Medaillen. 1985 in Mechelen und 1986 in Montreal gewann er über 500 Meter jeweils die Silbermedaille, ehe ihm auf dieser Strecke 1987 in Duisburg erstmals der Titelgewinn gelang. Außerdem belegte er über 1000 Meter den dritten Platz. Sowohl 1989 in Plowdiw als auch 1993 in Kopenhagen wurde er über 500 Meter erneut Weltmeister. Auf der 1000-Meter-Distanz gewann er 1993 außerdem die Bronzemedaille. Bei den Weltmeisterschaften 1994 in Mexiko-Stadt belegte er über 200, über 500 und über 1000 Meter jeweils den ersten Platz. Ein Jahr darauf folgte in Duisburg über 500 Meter sein letzter Titelgewinn. Im Wettbewerb auf der 200-Meter-Strecke wurde er Vizeweltmeister.